# Rhynchosia lukafuensis
Rhynchosia lukafuensis är en ärtväxtart som beskrevs av Baker f. Rhynchosia lukafuensis ingår i släktet Rhynchosia och familjen ärtväxter. Inga underarter finns listade i Catalogue of Life.